# Olimpiada Matematyczna Juniorów
Olimpiada Matematyczna Juniorów (do 2016 Olimpiada Matematyczna Gimnazjalistów) – przedmiotowa olimpiada szkolna z zakresu matematyki, skierowana do uczniów szkół podstawowych, odpowiednik Olimpiady Matematycznej dla szkół ponadpodstawowych. Pierwsza edycja olimpiady odbyła się w roku szkolnym 2005/2006. Uczniowie rozwiązują zadania z zakresu algebry, teorii liczb, kombinatoryki, planimetrii i stereometrii. Organizatorem Olimpiady jest od samego początku Stowarzyszenie na rzecz Edukacji Matematycznej.

## Forma konkursu
Konkurs odbywa się w trzech etapach:
- Zawody I stopnia – składają się z dwóch niezależnych części (wynik z zawodów I stopnia jest sumą punktów z obu części):
  - część korespondencyjna - trwa od września do października; uczniowie rozwiązują w tym czasie 7 zadań otwartych (za każde można maksymalnie uzyskać 6 punktów; za wszystkie zadania - maksymalnie 42 punkty), a następnie wysyłają do właściwych Komitetów Okręgowych, w których ich prace podlegają ocenie;
  - część testowa (od VII edycji (2011/12)) - odbywa się w zarejestrowanych szkołach; składa się z 15 pytań, do każdego z nich podane są trzy odpowiedzi. Rozwiązanie testu polega na rozstrzygnięciu, czy odpowiedź jest prawdziwa (T), czy fałszywa (N). Za trzy poprawne odpowiedzi w jednym pytaniu uczeń uzyskuje 1 punkt, za dwie - 0,5 punktu, w innym przypadku nie uzyskuje punktów. Razem za część testową można więc otrzymać 15 punktów.
- Zawody II stopnia – zawody odbywają się na szczeblu okręgowym tego samego dnia w kilkunastu miastach w Polsce. Podczas jednodniowych zawodów uczniowie w czasie 180 minut rozwiązują 5 zadań otwartych.
- Zawody III stopnia – zawody trwają dwa dni, są rozgrywane w Warszawie. Pierwszego dnia odbywa się część właściwa finału, podczas której uczniowie w czasie 180 minut rozwiązują 5 zadań otwartych. Dzień drugi przeznaczony jest na uroczyste podsumowanie konkursu i rozdanie nagród najlepszym zawodnikom.

## Zadania
Zadania OMJ nie są typowymi zadaniami szkolnymi. Nie wymagają zaawansowanej wiedzy, lecz pomysłowości i wyobraźni. Od uczestnika Olimpiady oczekuje się jednak, że poda dowód poprawności swojego rozwiązania. Nigdy (z wyjątkiem zadań testowych) nie wystarczy samo udzielenie poprawnej odpowiedzi. Za każde zadanie (z wyjątkiem zadań testowych) można zdobyć 0, 2, 5 lub 6 punktów. Sześć punktów otrzymuje się za rozwiązanie bezbłędne, pięć za rozwiązanie zawierające jedynie drobne usterki, dwa za pracę zawierającą poważne błędy, ale jednocześnie stanowiącą „istotny postęp w kierunku prawidłowego rozwiązania”, zero punktów za pracę, która nie może otrzymać nawet dwóch. Ten system oceniania jest identyczny ze stosowanym w Olimpiadzie Matematycznej przeznaczonej dla uczniów szkół ponadpodstawowych.

## Uprawnienia
Uczestnicy finału są dzieleni na: laureatów oraz finalistów. Podział ten jest oparty na wynikach z zawodów III stopnia i pozwala określić kadrę obozów naukowych olimpiady jak i składy na międzynarodowe zawody matematyczne juniorów (np. Czesko-Polsko-Słowackie Zawody Matematyczne Juniorów, w skrócie CPSJ). 
Każdy, kto zostanie finalistą lub laureatem OMJ, a więc zakwalifikuje się do zawodów centralnych i przystąpi do nich, otrzymuje od Komitetu Głównego zaświadczenie upoważniające do otrzymania maksymalnej liczby punktów z części matematyczno-przyrodniczej egzaminu ósmoklasisty oraz umożliwiające dostanie się do dowolnie wybranej przez siebie szkoły ponadpodstawowej. Każdemu finaliście i laureatowi przysługuje na koniec roku szkolnego (w którym uzyskał ten tytuł) ocena celująca z matematyki.  